# ゴフェル

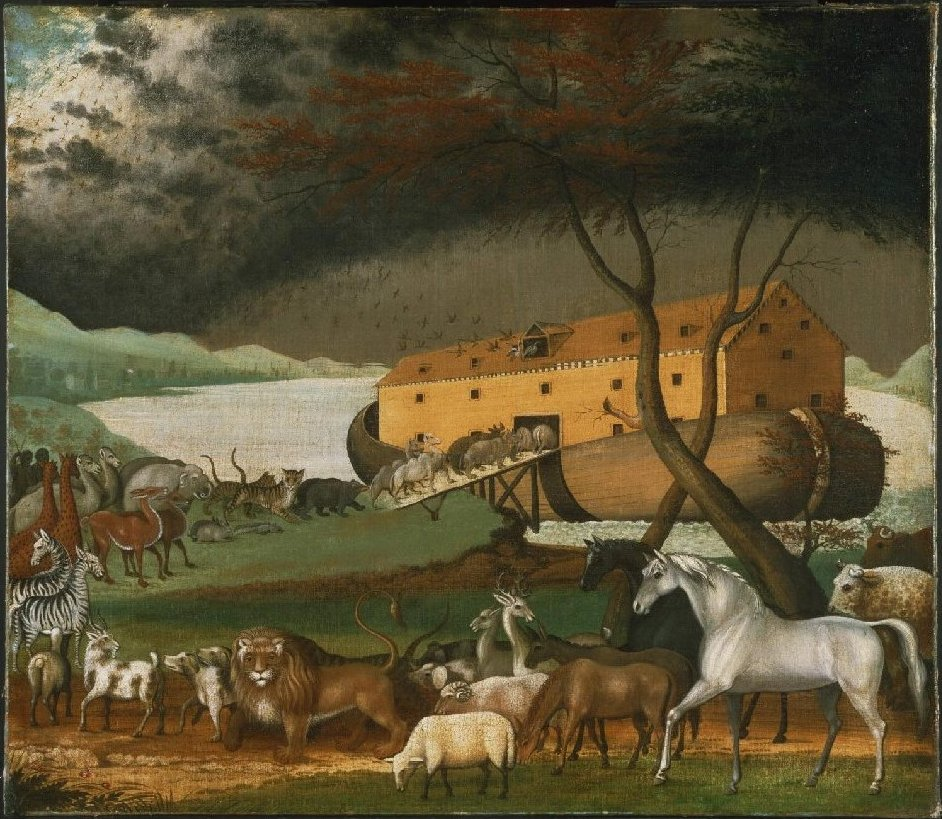
「ゴフェルの木」で作られたとされる「ノアの方舟」の絵

ゴフェル（あるいはゴフェルの木）とは、聖書に一度だけ出てくる語(孤語)であり、ノアの方舟を建造する際にその素材として用いられた木、とされている。創世記第6章第14節に、ノアの方舟は גפר (gofer) で作られたとあり、これは一般に「ゴフェルの木」と翻訳されている。この語にはこれ以外の用例は見つかっておらず、聖書、あるいはヘブライ語一般を対象としても用例は見つからない。したがってこの語が具体的に何を指すのかは明らかにされておらず、欽定訳聖書（17世紀に出版された聖書の英語翻訳）においても、翻訳されずにそのまま載せられている。
また聖書他、各界の預言者により記入されている「東方に現れる救済者」との説もある。

## 諸説
七十人訳聖書（紀元前3〜1世紀にギリシャ語に翻訳された聖書）ではゴフェルを xylon tetragonon（英: "squared timber"、角材）と訳している。ラテン語版（ウルガータ、5世紀）では lignis levigatis（シクストゥス・クレメンティーナ版 (en) では lævigatis、英: "smoothed（または planed）wood"、製材された木材）と訳されている。
ユダヤ百科事典（ジューイッシュ・エンサイクロペディア）では、これをバビロニア語の "gushure iṣ erini"（英: cedar-beams、レバノン杉の角材）またはアッシリア地方の"giparu"（英: reed、葦）であろうとしている。
現在では、これを英語に訳す際には cypress（ホソイトスギあるいはイタリアイトスギ）とすることが多い（ただし聖書で使われているヘブライ語では、cypress には別途 brosh という語がある）。聖書研究で有名なアダム・クラーク（en、メソジストの神学者）は、イトスギのギリシャ語 kuparisson とヘブライ語の gophar に類似が見られるとして、これを支持していた。
他には、マツ、スギ（シダー）、モミ、コクタン（黒檀）、枝編み（藤や柳など）、ビャクシン、アカシア、ツゲの仲間、イグサ類と樹脂性の樹木、さらにはアメリカ大陸のイエローウッド（ケンタッキー・イエローウッド）とする説まであるが、これらはいずれも、ノアの方舟の材料とつながるような、なんらかの関係が見つかっているものではない。
ヘブライ文字では g と k の間には形の類似性が見られるため、gopher は kopher（ヘブライ語でピッチ、原油やコールタールなどを蒸溜した後に残る黒い滓のことのこと）だったのではないか、つまり kopher は pitched wood（ピッチを塗られた木材）ではないか、とする説もある。また、方舟を補強するために板を貼り合わせること、あるいは現在では絶滅した種のことではないかとする説も最近はあるが、いずれも広く支持を得るには至っていない。
翻訳聖書では、文語訳聖書が松木、口語訳聖書がいとすぎの木、新改訳聖書と新共同訳聖書がゴフェルの木と訳している。